# Westraven (faience- en tegelfabriek)

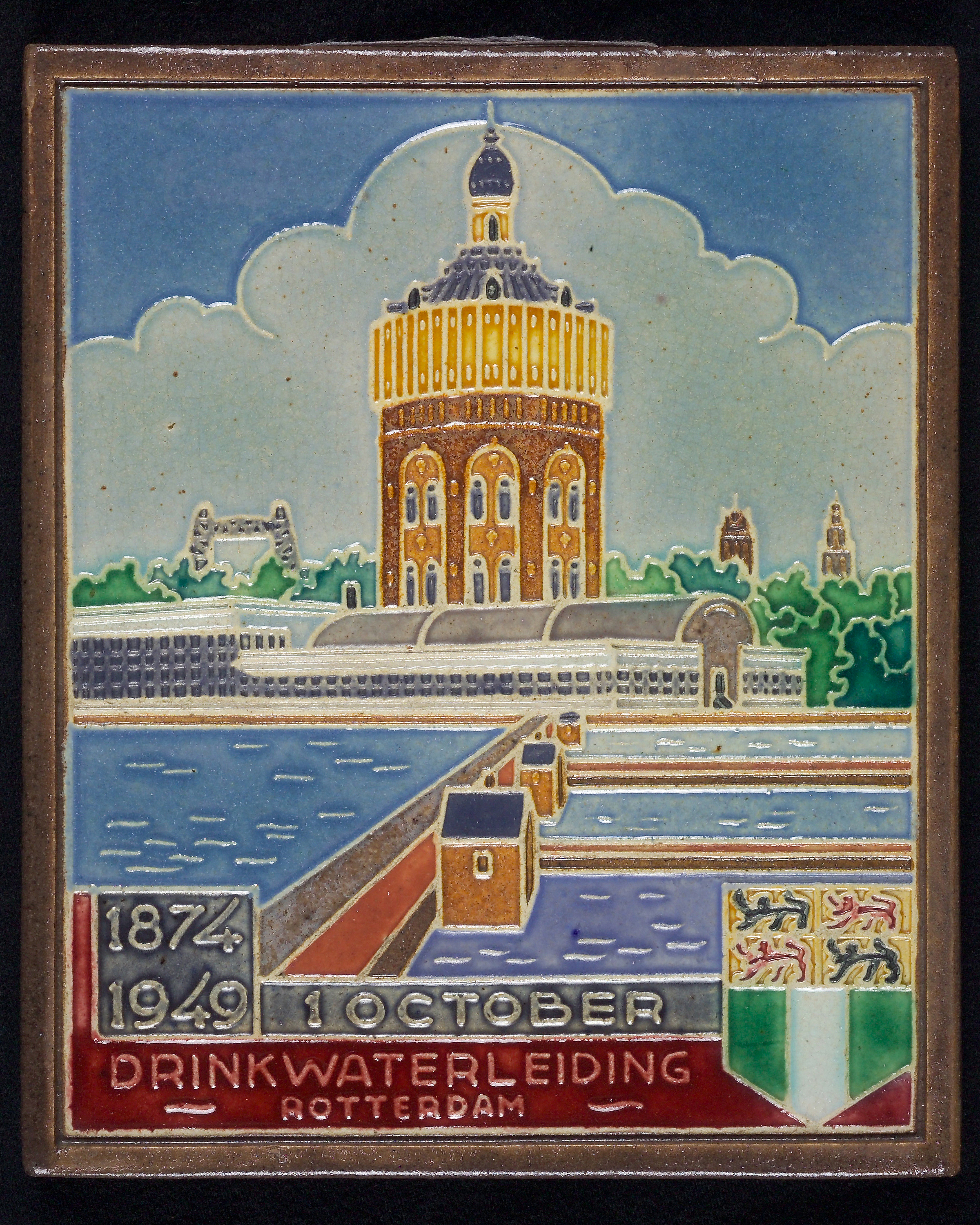
jubileumtegel met “1874 1949 1 october Drinkwaterleiding Rotterdam”, watertoren en stadswapen

Westraven was een faience- en tegelfabriek, gevestigd in de Nederlandse stad Utrecht.

## Geschiedenis

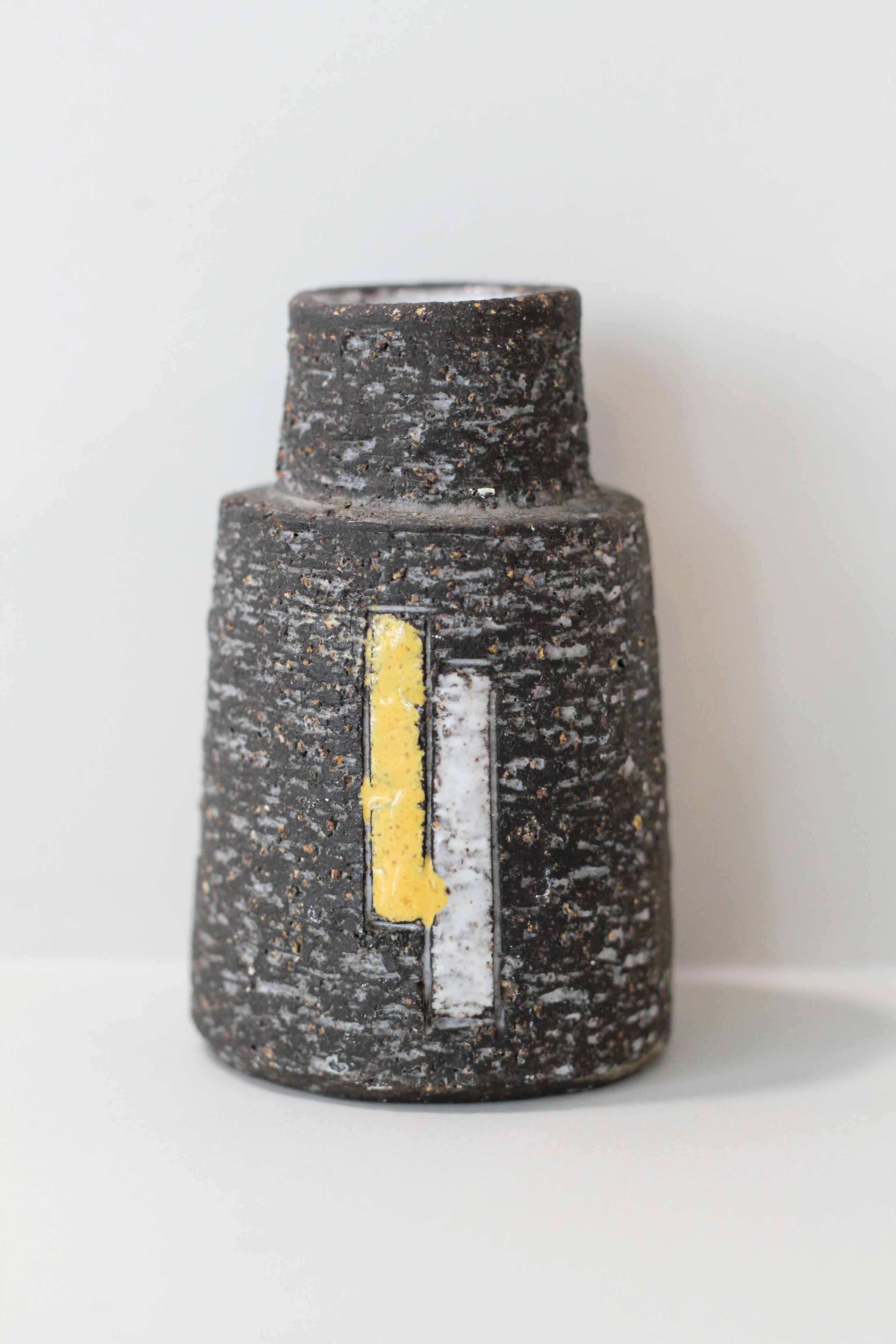
Westraven 'Chanoir'

In 1844 begonnen de broers Huibert en Hendrik Ravesteyn in Utrecht met het maken van handbeschilderde tegels onder de naam Ravesteyn. In 1906 werd de fabriek overgenomen door Frederik des Tombe. Kort daarna werd er ook een potterie-afdeling begonnen met gebruiksaardewerk met de naam 'Potterij Rembrandt Utrecht'.
In 1917 ging de fabriek failliet maar de bedrijfsleiding ging met een klein aantal medewerkers door onder de naam 'Faïence- en Tegelfabriek Westraven'.
Eind jaren 30 ontwierp de kunstenaar Cris Agterberg duurder en decoratief aardewerk.
De pottenbakker Leendert Blok zorgde in de jaren 50 samen met de bedrijfsleider Karel Antoon Bazuine voor vernieuwing bij het aardewerk met het karakteristieke Chanoir-aardewerk.
In 1963 werd Westraven overgenomen door De Porceleyne Fles in Delft waar in 1994 het ambachtelijk schilderen stopte en onder de naam Westraven nog uitsluitend tegels werden geproduceerd met transfertechniek.